# Barthélemy Spifame
Pour les autres membres de la famille, voir Famille Spifame.
Barthélemy Spifame (en italien Bartolomeo Spiafame), mort le 15 septembre 1385, est un marchand et banquier italien, originaire de Lucques et installé en France à partir des années 1340. 
Il est à la fois marchand de produits de luxe, métaux et tissus et banquier. Il développe des succursales à Londres, Bruges et Avignon. Il est un fournisseur et un créancier du roi de France Charles V le Sage et de ses frères Philippe le Hardi (duc de Bourgogne) et Jean de Berry, ainsi que des papes, de différents prélats et de particuliers. Ses descendants s'installent en France.

## Biographie

### Des origines lucquoises
Barthélemy Spifame est issu d'une famille ancienne de la ville de Lucques, en Toscane, la famille Spiafame. Les Spiafame sont mentionnés à Lucques dès 1100. Ils font partie des notables et jouent un rôle dans la République de Lucques jusqu'au XVIe siècle. Dès le début du XIVe siècle, les Spiafame se tournent vers la France. On y trouve à ce moment-là Simone et Giovanni Spiafame. 
Bartolomeo Spiafame, ou plutôt Barthélemy Spifame, reçoit en juin 1342 la qualité de bourgeois de Paris, de Nîmes, de Montpellier et de tout le royaume. Cet acte est confirmé en janvier suivant par le roi Philippe VI. 

### Fournisseur de produits de luxe
Barthélemy Spifame est un des fournisseurs de la cour royale. Il est marchand de tissu, surtout de luxe : damas, soie, velours, de fils d'or, etc. En 1352, il fournit des perles pour un tissu destiné au roi et l'année suivante il vend du tissu de soie pour Blanche de Bourbon, reine de Castille. La même année, il fournit également le métal nécessaire pour fabriquer des écuelles d'argent. 
En 1364, il est le principal fournisseur pour le sacre du roi Charles V le Sage. Le roi n'est pas son seul client : il vend également à son frère, Philippe le Hardi (duc de Bourgogne), des tissus précieux et des aiguières en 1364, 1367 et 1370.
Barthélemy Spifame a lui-même des mandataires qui achètent pour son compte, comme Antoine et Marc Gras, installés à Dijon, qui achètent de la laine en 1373.

### Banquier en réseau
Barthélemy Spifame est aussi et surtout changeur, autrement dit prêteur sur gages et banquier, parmi les plus importants de son époque. En 1345, il prête au roi 70 livres 9 sous parisis. Il reçoit des remboursements du trésor royal, attestant de prêts préalables, en 1354, 1355 et 1356. 
Par l'intermédiaire de sa succursale à Londres, dirigée par son gendre Simon Boucel, il est en 1369 le principal bailleur de fonds de la rançon du roi Jean II le Bon. En 1370, c'est lui qui avance les fonds nécessaires à l'équipement des navires qui ramènent en Avignon le pape Urbain V. En 1373, 1377 et 1378, il est de nouveau créancier du roi. Parmi ses débiteurs figurent aussi les frères du roi, Jean de Berry et Philippe le Hardi (duc de Bourgogne), ce dernier réglant ainsi ses dettes de jeu.   
Barthélemy Spifame a également, comme les autres banquiers lucquois, une succursale à Bruges. À partir de celle-ci, de 1352 à 1374, il sert de banquier aux prélats de la région, les évêques de Cambrai et de Thérouanne ou les abbés de Notre-Dame de Boulogne, Saint-Martin de Tournai, etc. Il est aussi intermédiaire pour le versement de la rançon de Jean de Hastings, gendre du roi d'Angleterre Édouard III.   
Barthélemy Spifame a aussi une succursale en Avignon, ce qui lui permet d'être un intermédiaire financier entre les prélats de Flandre et des environs et le pape. Il fournit du tissu à la cour pontificale dès 1362. Dans les années 1370-1374, il confie la direction de ses activités en Avignon à son fils Jean et à son neveu François. Les Spifame sont alors des créanciers des papes.   
Barthélemy Spifame prête aussi à des grands seigneurs comme Olivier de Clisson et Jeanne de Penthièvre, qui lui empruntent une somme importante en 1368,, ou Antoine de Beaujeu. Cette dernière dette ne sera pas réglée et Simon Spifame fera saisir la vaisselle d'or et d'argent d'Édouard II de Beaujeu. Barthélémy Spifame est également le créancier de simples particuliers.   
Les Spifame ont aussi des facteurs à Montpellier et dans les principales villes d'Italie du Nord, à Bologne, à Florence, à Pise et à Venise.

### Propriétaire immobilier et foncier
Ses activités et les dons royaux reçus en récompense enrichissent considérablement Barthélemy Spifame, qui devient un important propriétaire immobilier et foncier. À Paris, il possède des immeubles dans le quartier des Lombards où il réside, autour de Saint-Jacques-de-la Boucherie, rue des Lombards et rue de la Vieille-Monnaie. Il est également propriétaire foncier autour de Paris : un moulin sur la Marne à Charenton, des maisons à Chaillot et à Ville l'Évêque, un important domaine à La Forêt (commune actuelle de Brou), des terres à Noisiel et à Saint-Thibault et un manoir à Farceaux.

## Une famille installée en France
Barthélemy Spifame meurt le 15 septembre 1385. Il est enterré à Paris, dans l'église des Grands-Augustins, dans la chapelle qu'il avait fondée et où seront enterrés ses descendants. Cette chapelle, la chapelle Saint-Augustin, est ensuite couramment appelée la chapelle Spifame. 
Il se marie deux fois, d'abord avec Jacqueline de Honfleur (morte après 1374) puis avec Jeanne de Pondolin. Il épouse ainsi successivement deux Françaises, dont il a trois enfants : 
- Jeanne épouse de Simon Boucel ;
- Jean, son facteur en Avignon, mort avant son père ;
- Simon, son héritier, bourgeois de Paris, dont descend la famille Spifame[Mi 8].

Les Spifame délaissent complètement la Toscane et s'intègrent dans la société française. Financier (Gaillard Spifame) et juriste (Raoul Spifame), ils deviennent aussi prélats avec Jacques Spifame de Brou et son neveu Gilles Spifame de Brou. Le dernier Spifame, Jean Spifame, chevalier, seigneur de Bisseaux et des Granges, meurt en 1642.

## Héraldique
De gueules à une aigle d'argent becquée et membrée d'or.